# Champtauroz
Champtauroz ist eine politische Gemeinde im Distrikt Broye-Vully des Kantons Waadt in der Schweiz.

## Geographie
Champtauroz liegt auf 692 m ü. M., 13 km südwestlich des Bezirkshauptorts Payerne (Luftlinie). Das Haufendorf erstreckt sich auf einem Geländevorsprung am westlichen Talhang der Petite Glâne, im Molassehügelland des nördlichen Waadtländer Mittellandes.
Die Fläche des 3,1 km² grossen Gemeindegebiets umfasst einen Abschnitt des Hügellandes zwischen dem Neuenburgersee und dem Broyetal. Der östliche Gemeindeteil wird vom Tal der oberen Petite Glâne eingenommen. Auch der Wald Bois de la Chaux gehört noch zu Champtauroz. Im Süden befindet sich der 712 m hohe Waldhügel Gransou. Nach Westen erstreckt sich der Gemeindeboden über die Höhe Haut du Mont (728 m ü. M.) bis an den Oberlauf des Ruisseau des Vaux (Zufluss der Mentue). Der höchste Punkt von Champtauroz wird mit 731 m ü. M. auf dem Bois du Mont nördlich des Dorfes erreicht. Von der Gemeindefläche entfielen 1997 6 % auf Siedlungen, 19 % auf Wald und Gehölze und 75 % auf Landwirtschaft.
Zu Champtauroz gehören der Weiler Le Pontet (657 m ü. M.) im Tal der Petite Glâne und einige Einzelhöfe. Nachbargemeinden von Champtauroz sind Démoret, Chêne-Pâquier, Chavannes-le-Chêne, Treytorrens (Payerne) und Valbroye im Kanton Waadt sowie die Exklave Estavayer des Kantons Freiburg.

## Bevölkerung
Mit 188 Einwohnern (Stand 31. Dezember 2023) gehört Champtauroz zu den kleinsten Gemeinden des Kantons Waadt. Von den Bewohnern sind 95,0 % französischsprachig, 3,0 % deutschsprachig und 1,0 % englischsprachig (Stand 2000). Die Bevölkerungszahl von Champtauroz belief sich 1850 auf 216 Einwohner, 1900 noch auf 187 Einwohner. Nachdem die Bevölkerung bis 1980 um weitere 50 % auf 95 Personen abgenommen hatte, wurde seither wieder eine leichte Bevölkerungszunahme beobachtet.

## Wirtschaft
Champtauroz war bis in die zweite Hälfte des 20. Jahrhunderts ein vorwiegend durch die Landwirtschaft geprägtes Dorf. Noch heute haben der Ackerbau, der Obstbau und die Viehzucht eine wichtige Bedeutung in der Erwerbsstruktur der Bevölkerung. Weitere Arbeitsplätze sind im lokalen Kleingewerbe und im Dienstleistungssektor vorhanden. Das Dorf ist Standort einer Käserei.

## Verkehr
Die Gemeinde liegt abseits der grösseren Durchgangsstrassen an einer Verbindungsstrasse von Prahins nach Murist. Durch einen Autobus, der von Estavayer-le-Lac einen Rundkurs durch das Hinterland fährt, ist Champtauroz an das Netz des öffentlichen Verkehrs angebunden.

## Geschichte
Die erste urkundliche Erwähnung des Ortes erfolgte 1228 unter dem Namen Chantuoro. Später erschienen die Bezeichnungen Chanteurre (1437) und Chantouroz (1453). Die Herkunft des Ortsnamens ist nicht bekannt.
Im Mittelalter war Champtauroz Teil der Herrschaft Saint-Martin-du-Chêne, 1338 kam es an das Priorat Lutry. Mit der Eroberung der Waadt durch Bern im Jahr 1536 gelangte das Dorf unter die Verwaltung der Vogtei Moudon. Nach dem Zusammenbruch des Ancien Régime gehörte Champtauroz von 1798 bis 1803 während der Helvetik zum Kanton Léman, der anschliessend mit der Inkraftsetzung der Mediationsverfassung im Kanton Waadt aufging. 1798 wurde es zunächst dem Bezirk Moudon zugeteilt, 1803 kam es an den Bezirk Payerne.

## Sehenswürdigkeiten
Seit 1228 ist eine Kirche in Champtauroz bezeugt. Diese wurde 1840 in eine Schule umgebaut, die inzwischen geschlossen wurde. Als Ersatz wurde am südwestlichen Dorfeingang um 1900 eine neue Kirche errichtet. Ein von 1787 stammender Dorfbackofen wurde 1987 restauriert. In Champtauroz sind einige charakteristische Bauernhäuser aus dem 17. bis 19. Jahrhundert erhalten.